# Головко, Кира Николаевна
Кира Николаевна Головко (11 марта 1919, Ессентуки — 16 августа 2017, Москва) — советская и российская актриса театра и кино, педагог, лауреат Сталинской премии (1947), народная артистка РСФСР (1957).

## Биография
Как рассказывала сама актриса, она родилась в 1919 году, а по паспорту — в 1918 году, 11 марта. Когда окончила четыре класса, в пятый её не брали, поэтому мать просто в метрике исправила цифру «9» на «8», прибавив ей один год. Так она и жила с тех пор, привыкнув, даже художественный руководитель МХТ Олег Табаков тоже считал её родившейся в 1918 году.
Кира Иванова родилась в Ессентуках. Внучатая племянница поэта Вячеслава Иванова.
В 1937 году поступила в Институт философии, литературы и искусства (ИФЛИ), факультет русской литературы.
В 1938 году была принята во вспомогательный состав труппы Московского Художественного академического театра Союза ССР имени М. Горького. На прослушивании читала басню Крылова «Лиса». Слушали её тогда В. Г. Сахновский и В. О. Топорков. Играла также на сцене Калининградского областного драматического театра.
В 1950 году покинула МХАТ, с 1954 года вместе с мужем переехала в Балтийск, была ведущей актрисой Калининградского драматического театра. Её супруг приложил много сил для реконструкции здания театра.
В 1957 году вернулась во МХАТ, в котором служила до 1985 года.
С 1958 года занималась преподавательской деятельностью в Школе-студии МХАТ, доцент. Среди её учеников — Наталья Егорова, Борис Невзоров, Николай Караченцов.
Скончалась в Москве на 99-м году жизни 16 августа 2017 года. Похоронена на Троекуровском кладбище.

### Семья
Муж — адмирал Арсений Григорьевич Головко — командующий Северным, Балтийским флотами, Каспийской и Амурской флотилиями.
- Сын — Михаил Арсеньевич Головко (род. 17 ноября 1949), офицер ВМФ, капитан 1 ранга в отставке.
- Дочь — актриса Наталья Арсеньевна Головко (род. 12 февраля 1953), в 1974 году окончила Школу-студию МХАТ (курс А. М. Карева)[9], играла на сцене МХАТ[4][5],
  - внук — актёр Кирилл Александрович Головко-Серский[10] (род. 21 июня 1975).

## Признание и награды
- Сталинская премия (1947, за фильм «Глинка»)[4][5]
- Заслуженная артистка РСФСР (26 октября 1948).
- Народная артистка РСФСР (7 февраля 1957)
- Орден Дружбы (23 октября 1998) — за многолетнюю плодотворную деятельность в области театрального искусства и в связи со 100-летием Московского Художественного академического театра[7]
- Орден «За заслуги перед Отечеством» IV степени (15 сентября 2003) — за большой вклад в развитие театрального искусства[11]

## Творчество

### Роли в театре

#### МХАТ СССР имени М. Горького
- 1938 — «Синяя птица» М. Метерлинка — Молоко
- 1943 — «На дне» М. Горького — Наташа
- 1943 — «Последние дни» М. А. Булгакова — Натали Пушкина
- 1944 — «Царь Фёдор Иоаннович» А. К. Толстого — Княжна Мстиславская
- 1945 — «Горячее сердце» А. Н. Островского — Параша
- 1946 — «Трудные годы» А. Н. Толстого — Анна Вяземская
- 1948 — «Лес» А. Н. Островского — Аксюша
- 1950 — «Илья Головин» С. В. Михалкова — Лиза
- 1957 — «Анна Каренина» Л. Н. Толстого — Долли
- 1957 — «Последняя жертва» А. Н. Островского — Юлия Тугина
- 1958 — «Три сестры» А. П. Чехова — Ольга
- 1958 — «Третья, патетическая» Н. Ф. Погодина — Ирина
- 1959 — «Всё остаётся людям» С. И. Алёшина — Ася Давыдовна
- 1960 — «Смерть коммивояжёра» А. Миллера — Линда
- 1962 — «Дом, где мы родились» П. Когоута — Либуше
- 1963 — «Друзья и годы» Л. Г. Зорина — Татьяна
- 1964 — «Три долгих дня» Г. Б. Беленького — Успенская
- 1966 — «Вдовец» А. П. Штейна — Лиза Коваленко
- 1968 — «Тяжкое обвинение» Л. Р. Шейнина — Лариса Лукинична
- 1973 — «На всякого мудреца довольно простоты» А. Н. Островского — Турусина
- 1975 — «Враги» М. Горького — Полина Бардина
- 1975 — «Последний шанс» В. И. Белова — Полина Ивановна
- 1977 — «Валентин и Валентина» М. М. Рощина — Бабка
- 1977 — «Иванов» А. П. Чехова — Зинаида Саввишна
- 1979 — «Деньги для Марии» В. Г. Распутина — Старуха

#### МХТ имени А. П. Чехова
- 1994 — «Татуированная роза» Т. Уильямса. Режиссёр: Роман Виктюк — Ассунта[12]
- 1994 — «Тартюф» Ж.-Б. Мольера. Режиссёр: Анатолий Эфрос — Госпожа Пернель
- 1994 — «Кабала святош» М. А. Булгакова. Режиссёр: Адольф Шапиро — Ренэ
- 1995 — «Московский хор» Л. С. Петрушевской. Режиссёр: Олег Ефремов — Дора Абрамовна
- 2000 — «Красивая жизнь» Ж. Ануя. Режиссёр: Виталий Ланской — Баронесса Мина фон Брахейм
- 2003 — «Учитель словесности» (по роману «Мелкий бес») Ф. К. Сологуба. — Госпожа Коковкина
- 2004 — «Лес» А. Н. Островского. Режиссёр: Кирилл Серебренников — Милонова Евгения Апполоновна[13]
- 2004 — «Кошки-мышки» И. Эркеня. Режиссёр: Юрий Ерёмин — Аделаида Брукнер[14]

### Фильмография
- 1946 — Глинка — Анна Петровна Керн
- 1947 — Свет над Россией — Маша Забелина
- 1948 — Первоклассница — Нина Васильевна, мама Маруси
- 1952 — На дне — Наташа
- 1963 — Теперь пусть уходит — Джудит
- 1963 — Память поколения
- 1964 — Председатель — Надежда Петровна, жена Егора Трубникова
- 1967 — Война и мир — графиня Ростова
- 1967 — Софья Перовская — мать Перовской
- 1968 — Гольфстрим — Екатерина Николаевна
- 1969 — Цветы запоздалые — княгиня Приклонская
- 1969 — Строгая девушка — Ольга Фёдоровна
- 1970 — Расплата — регистратор ЗАГСа
- 1971 — День за днём — Кира Николаевна
- 1971 — И был вечер, и было утро… — Берсенёва
- 1972 — Меченый атом
- 1973 — И на Тихом океане… — Надежда Львовна
- 1975 — На всю оставшуюся жизнь — Сонечка
- 1974 — Незабытая песня — Мать
- 1979 — Верой и правдой — мать Владика Минченко
- 1981 — Любовь моя вечная
- 1981 — Выигрыш одинокого коммерсанта — Мать
- 1986 — Борис Годунов — мамка Ксении
- 1986 — Очная ставка — соседка
- 1999 — Семейные тайны
- 2007 — Артистка — Ираида Эдуардовна